# Тодор Ангелевски
Тодор Петрев Ангелевски още известен като Тошо Даскалот с псевдоним Строгов е югославски учител, комунист, деец на комунистическата съпротива във Вардарска Македония в годините на Втората световна война.

## Биография
Роден е на 16 юли 1908 година или на 4 януари 1910 година в занаятчийско семейство в битолското село Лавци. Основното си образование завършва в Лавци, след което учи в държавната смесена реална гимназия в Битоля и в учебната 1925/1926 година в учителската школа в Прилеп. В Прилеп попада в комунистическа среда. Става член на ЮКП през 1937 година. От 1939 година е член на Местния комитет на ЮКП за Битоля. Отделно е поручик от резерва на Кралство Югославия. 
При освобождението на Вардарска Македония през 1941 година е активен участник в българската обществена дейност в града. Включва се в дейността на българското читалище „Дамян Груев“ и е негов съосновател.
Става нелегален в началото на 1942 година. След това влиза в рамките на Битолски народоосвободителен партизански отряд „Пелистер“. По-късно става командир на Битолски народоосвободителен партизански отряд „Яне Сандански“, Битолски народоосвободителен партизански отряд „Гоце Делчев“ и Битолско-преспански партизански отряд „Даме Груев“. Отделно от това от май 1943 година е командир на Втора оперативна зона на НОВ и ПОМ. На 12 юни 1943 (или 23 юни) година се самоубива или изгаря в запалена плевня след като българската полиция е блокирала родното му село.
Тодор Ангелевски е главен герой във филма от 1971 година „Македонският дял от пъкъла“.